# サイドカー (カクテル)
サイドカー（英: Sidecar） は、コニャックベースのカクテルである。

## 由来
由来には諸説ある。
広く知られているのは、フランスはパリのハリーズ・ニューヨーク・バーのオーナーバーテンダーであるハリー・マッケルホーンが1933年に、マッケルホーン自身が考案したカクテルであるホワイト・レディをフランス人向けに改良したカクテルであり、このカクテルを愛飲する客が側車付き2輪車（サイドカー）に乗ってきていたことから命名された、という説である。
しかし、1922年に発刊されたカクテル本『Cocktails: How to Mix Them』には既に同レシピの記載があった。マッケルホーン自身が1919年に著したカクテル本『ABC of Mixing Cocktails』にはニューヨークのホテル「ホフマン・ハウス（Hoffman House）」のバーテンダー、チャールズ・マハニー（Charles Mahoney）のレシピである旨の但し書きがある。
この他にもオテル・リッツ・パリのバーを発祥とする説もある。
発祥がいずれにせよ、ハリーズ・ニューヨーク・バーとマッケルホーンがサイドカーの普及に貢献したことは間違いない。

## レシピの例
材料
- ブランデー - 30ml
- ホワイト・キュラソー  - 15ml
- レモン・ジュース - 15ml

作り方
1. 氷とともにシェイカーに材料を全て入れてシェイクする。
2. カクテル・グラスに注ぐ。

## バリエーション

### ベースを変更したバリエーション
ベースのブランデーを変更することで、以下のようなバリエーションとなる。
ホワイト・レディ
ジンベース
バラライカ
ウォッカベース
X-Y-Z
ラム酒ベース
マルガリータ
テキーラベース
ウイスキー・サイドカー
ウイスキーベース
サイレント・サード
スコッチ・ウィスキーベース
1930年代前半に誕生した。カクテルの名称は考案者の愛車のサード・ギアがとても静かだったことを自慢したことに由来する。
アップル・カー
カルヴァドス、またはアップルジャックベース
シャンパーニュ・サイドカー
シャンパンベース
1935年以降にロンドンで人気となった。
焼酎・サイドカー
焼酎ベース

### その他のバリエーション
シュバリエ・カクテル
サイドカーにアンゴスチュラ・ビターズを加える。1930年代に誕生した。
ドーヴィル
サイドカーにドーヴィル産のカルヴァドスを加える（ブランデーとカルヴァドスの両方が入る）。
ビッグ・ボーイ
サイドカーのレモンジュースをレモンシロップにかえる。1930年代にレモンジュースが無かったときの代替として誕生した。
ビトウィーン・ザ・シーツ
サイドカーにラムを加える。
ブランデー・クラスタ
サイドカーにアンゴスチュラ・ビターズを加え、グラスの縁に砂糖でスノースタイルにする。
1850年代にニューオーリンズのジョセフ・サンティーニが考案したとされ、こちらがサイドカーの原型とも言われる。